# Tellina
Tellina är ett släkte av musslor som beskrevs av Johann Karl Megerle von Muhlfeld 1811. I den svenska databasen Dyntaxa används istället namnet Angulus. Tellina ingår i familjen Tellinidae.
Släktet Tellina indelas i:
- Tellina aequistriata
- Tellina agilis
- Tellina alerta
- Tellina alternata
- Tellina americana
- Tellina amianta
- Tellina angulosa
- Tellina bodegensis
- Tellina candeana
- Tellina carpenteri
- Tellina cerrosiana
- Tellina coani
- Tellina colorata
- Tellina consobrina
- Tellina cristallina
- Tellina cumingii
- Tellina diantha
- Tellina donacina
- Tellina elucens
- Tellina euvitrea
- Tellina exerythra
- Tellina fabula
- Tellina fausta
- Tellina flucigera
- Tellina gibber
- Tellina gouldii
- Tellina guildingii
- Tellina idae
- Tellina inaequistriata
- Tellina iris
- Tellina juttingae
- Tellina laevigata
- Tellina lamellata
- Tellina lineata
- Tellina listeri
- Tellina lutea
- Tellina magna
- Tellina martinicensis
- Tellina mera
- Tellina meropsis
- Tellina modesta
- Tellina nitens
- Tellina nuculoides
- Tellina oahuana
- Tellina ochracea
- Tellina pacifica
- Tellina paramera
- Tellina persica
- Tellina pristiphora
- Tellina probina
- Tellina proclivis
- Tellina prora
- Tellina punicea
- Tellina pygmaea
- Tellina radiata
- Tellina reclusa
- Tellina recurvata
- Tellina rubescens
- Tellina sandix
- Tellina similis
- Tellina simulans
- Tellina squamifera
- Tellina sybaritica
- Tellina tabogensis
- Tellina tampaensis
- Tellina tenella
- Tellina tenuis
- Tellina texana
- Tellina variegata
- Tellina versicolor
- Tellina vespuciana
- Tellina virgo

## Bildgalleri

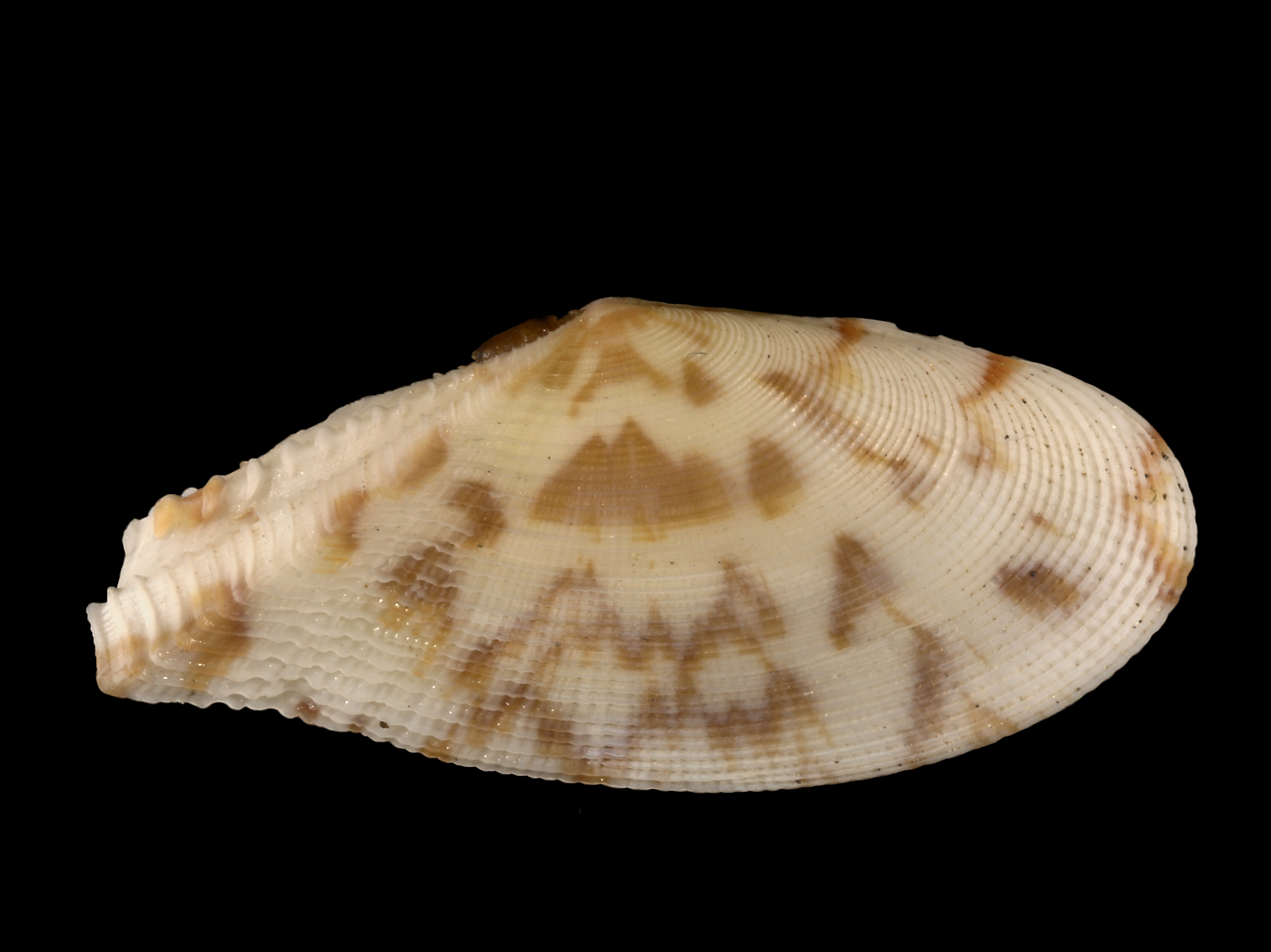